# Eustathios av Thessalonike

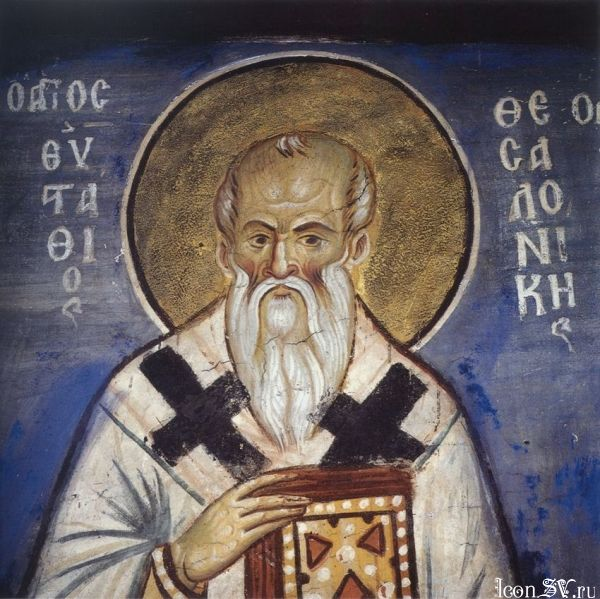
Ikon föreställande Eustathios från Thessalonike.

Eustathios av Thessalonike (grekiska: Ευστάθιος Θεσσαλονίκης), död omkring 1194, var en kristen teolog.
Eustathios föddes i Konstantinopel, blev 1175 ärkebiskop i Thessalonike och med tiden en av sin tids mest lärda teologer. Bland Eustathios talrika skrifter märks predikningar, avhandlingar om en av honom företrädd klosterreform, kommentarer till Homeros med flera grekiska författare.